# Panel vocacional
Los Paneles Vocacionales (en inglés: Vocational panel; en irlandés: Rolla gairm bheatha) es una de las cinco listas de candidatos de las que son elegidos los senadores del Seanad Éireann, la cámara alta del Oireachtas. Es presidido por el Cathaoirleach.
La composición  del Seanad Éireann se define  en el artículo 16 de la Constitución de Irlanda, que prevé la nominación de 11 senadores por el Taoiseach, 6 por las universidades y 43 miembros electos entre los paneles.
La composición de cada panel y los procedimientos de elección quedan dispuestos por la Seanad Electoral (Panel Members) Act, 1947.

## Paneles
La sección 52 del Acta de 1947 define el número de senadores para ser electos por los paneles. El acta también indica la división de cada panel en 2 sub-paneles: el sub-panel nominador y el panel del Oireachtas:
| Panel                        | Senadores | Min. no. de cada sub-panel |
| ---------------------------- | --------- | -------------------------- |
| Panel Administrativo         | 7         | 3                          |
| Panel Agrícola               | 11        | 4                          |
| Panel Cultural y Educativo   | 5         | 2                          |
| Panel Industrial y Comercial | 9         | 3                          |
| Panel Laboral                | 11        | 4                          |
| Total                        | 43        | –                          |

## Nominación
Los candidatos deben ser ciudadanos irlandeses mayores de 21 años. Los senadores pueden ser nominados mediante dos formas: por el Oireachtas o por los sub-paneles nominadores. Los sub-paneles son organizaciones vinculadas por una vocación particular.
El electorado se reduce a los TD, senadores y concejales , pero los partidos influyen mucho en las nominaciones.